# Руски грађански рат
Руски грађански рат се водио од 1917. до 1923. Након успеха Октобарске револуције, нова руска (бољшевичка) влада је решила да успостави мир са Немачком, као што су обећали руском народу пре револуције. Званични споразум Брест-Литовски мир је потписан 6. марта 1918. Мир је био једини избор у очима Бољшевика, јер је руска војска била у хаосу када су Немци започели своје напредовање у фебруару 1918. Руска војска је организована у Црвену армију и још увек је била у расулу.
Мир је изазвао велик број не-бољшевика унутар и изван Русије у борбу против нове власти. На пример, Винстон Черчил је рекао да бољшевизам мора бити ”угушен у својој колевци”.
Већина борби се завршила 1920, али значајни отпори у неким деловима су се наставили до 1922 (на пример Кронштатски устанак, Тамбовска побуна и задњи Бели отпор на Руском далеком истоку).
Совјетска историографија традиционално није примењивала одредницу “Руски” и користила је термин “Грађански рат и Војна интервенција 1917—1923”, зато што је у својој дефиницији укључивао и Совјетско-украјински рат, Пољско-совјетски рат, побуну Басмачија итд.

## Општи преглед
Рат се углавном водио између Црвених који су углавном били комунисти и револуционари, и Белих, широке коалиције монархиста, конзервативаца, либерала и социјалиста који су се противили бољшевичкој револуцији. Националистички покрет познат као Зелени и анархисти познати као Црни, су играли много мању улогу у рату, понекад нападавши и Црвене и Беле, а понекад чак и једни друге. Антанта и неке друге земље су интервенисале на страни Белих, даље разбуктавајући грађански рат.
Рат је вођен на три главна фронта: источном, јужном и северозападном. Може се приближно поделити на три периода.
Први период је трајао од Октобарске револуције до примирја. Прво је крајем новембра 1917. нова бољшевичка влада прогласила да ће традиционалном козачком земљом сада управљати држава. Ово је изазвало побуну Добровољачке армије у донском региону коју је предводио генерал Каљедин. Затим је потписивање Брест-Литовског мира резултовало директном интервенцијом савезника у Русији и наоружавање војних снага које би се супротстављале влади бољшевика.
Већина борби у првом периоду је било спорадично, укључујући само мале групе. Међу учесницима су били Чехословаци, знани просто као Чешка легија или Бели Чеси, Пољаци из 5. пољске пешадијске дивизије и пробољшевички Црвени литвански стрелци.
Лењин је био изненађен избијањем грађанског рата и у почетку је потцењивао величину снага који су устали против нове владе.
Други период рата је био кључни период рата, који је трајао од јануара до новембра 1919. У почетку су напредовања Беле армије са југа (под Дењикином), са истока (под Колчаком и са северозапада (под Јуденичом) биле успешна, потискујући нову Црвену армију на сва три фронта. Али Лав Троцки је реорганизовао Црвену армију и натерао назад Колчакове снаге (у јуну) и Дењикинове и Јуденичовљеве армије (у октобру). Борбена моћ свих Белих армија је сломљена скоро истовремено средином новембра.
Трећи период рата је била опсада последњих снага Белих на Криму. Петар Врангел је окупио остатке Дењикинове армије и утврдио њене позиције на Криму. Они су држали своје позиције док се Црвена армија није вратила из Пољске, где се борила у Пољско-совјетском рату. Када су се пуне снаге Црвене армије обрушиле на њих, Бели су брзо били надјачани, а преостали војници су се евакуисали у Истанбул новембра 1920.

## Ток догађаја
Први покушај да се преотме власт од бољшевика је учињен Керенски-Красновљевом побуном октобра 1917. Њу је подржала побуна Јункера у Петрограду, али их је брзо угушила Црвена гарда.
Почетна група која се борила против комуниста су биле локалне козачке армије које су изразиле своју верност привременој влади. Истакнут међу њима је био Алексеј Каљедин од Донских козака и Григориј Семјенов од Сибирских Козака. У новембру, генерал Михаил Алексејев, стари царски врховни командант, је почео да организује Добровољачку армију у Новочеркаску. У децембру му се придружио Лавр Корнилов. Ове снаге су се бориле против бољшевичке армије широм Украјине. Козаци су заузели Ростов децембра 1917.

### 1918.
Брест-Литовски мир, који је избацио Русију из рата и дао Немачкој контролу над великим пространствима западне Русије, је дошао као грозан шок за савезнике. Британци и Французи су широко снабдевали Русију ратним материјалом и новцем. Након мира, чинило се као да је много од тог материјала пало у руке Немаца. Као резултат, Велика Британија и Француска су послале војнике у руске луке. Било је неколико мањих сукоба са војницима који су били одани бољшевицима, али је било мало крвопролића.
Тек у пролеће 1918. мењшевици и Социјалистичка-револуционарна партија су се придружиле оружаној борби против бољшевика. Они су у почетку били против рата са бољшевицима, али су Брест-Литовски мир и успостављање строгих диктаторских мера променили њихов став. Они су могли бити озбиљна претња, пошто су имали велику популарност и ауторитет због својих добрих резултата на изборима за Руску конститутивну скупштину 1918. Ипак, њима је недостајала војска. Рани покушај Социјалистичко-револуционарне партије да регрутује летонске војнике у јулу 1918. је био неуспешан. На њихову срећу, Чешка легија се показала као поузданија група у помоћ њиховој “демократској контрареволуцији”.
Чешка легија је била део руске војске и до октобра 1917. је бројала око 30.000 људи. Већина су били бивши ратни заробљеници и дезертери из аустроугарске војске. Подстакнута од стране Томаша Масарика, легија је преименована у Чехословачки армијски корпус и надала се настављању борбе против Немаца. Споразум са новом бољшевичком владом да им се обезбеди пролаз до мора преко Владивостока (да би се могли вратити у Чехословачку) је пропао због покушаја да се разоружа корпус. Уместо тога, његови војници су разоружали бољшевичке војнике у Чељабинску јуна 1918. За месец дана Чешка легија је загосподарила већином Транссибирске железнице од Бајкалског језера до планине Урал. До августа су проширили своју контролу, заузевши Јекатеринбург 26. јула 1918.
Мењшевици и Социјалистички револуционари су подржавали сељаке који су се супротстављали совјетској контроли залиха хране. Маја 1918, уз помоћ Чешке легије, су заузели Самару и Саратов, основавши Комитет чланова конститутивне скупштине (Комуч). До јула се власт Комуча проширила над већином територија које је контролисала Чешка легија. Комуч је увео социјалистички програм реформи, али без непопуларних економских промена које су совјети спроводили.
Такође су постојале конзервативне и националистичке “владе” које су стварали Башкири, Киргизи и Татари, као и Сибирска регионална влада у Омску. У септембру 1918, све антисовјетске владе су се састале у Уфи и договорили се да оснују нову руску Привремену владу у Омску, на челу са Директоријумом од пет чланова: три социјалистичка револуционара (Авксентијев, Болдирев и Зезнзинов) и двојице Кадета (Виноградов и Вологодски).
Ипак, нова влада је брзо дошла под утицај новог министра рата, контраадмирала Колчака. 18. новембра преврат је успоставио Колчака као диктатора. Чланови Директоријума су били ухапшени, а Колчак је именован “Врховним господаром Русије”. Колчак је био аполитичан и није био умешан у преврат. Он се доказао неефикасним и као политички и као војни лидер (његова обука је била за поморског официра). Такође се није слагао са вођама Чешке легије, најјаче војне формације у подручју.
За совјете је појава адмирала Колчака била политичка победа, јер је то потврдило њихове противнике као антидемократске реакционаре. Након реорганизације Народне армије, Колчакове снаге су заузеле Перм и Уфу децембра 1918. Али то је крајњи домет његове армије.
У јулу су двојица социјалиста-револуционара убили немачког амбасадора у Москви, грофа Мирбаха, у циљу да испровоцирају Немачку да обнови непријатељства. Други социјалисти-револуционари су покушали да окрену војнике Црвена армије против владе бољшевика, али је она успела да угуши ове локалне побуне, а Лењин се лично извинио Немцима због убиства. Као одговор на следећа два терористичка акта 30. августа, убиства шефа петроградске Чеке, Мојсеја Урицког и рањавања Лењина, покренут је “Црвени терор”. Мењшевици и социјалисти-револуционари су протерани са територије бољшевика и свако оптужен за контрареволуционарне активности је могао бити ухапшен или погубљен без суђења.

### 1919.
Позорница је сада била спремна за кључну годину грађанског рата. Бољшевичка влада је чврсто контролисала срце Русије, од Петрограда до Москве и јужно до Волгограда. Против ове владе на истоку, адмирал Колчак је имао малу армију и контролу над делом Транссибирске железнице. На југу су козачке армије контролисале велик део Дона и Украјине. На Кавказу генерал Дењикин је окупио армију. У новооснованој држави Естонији, генерал Јуденич је организовао армију. Естонија је била нескривено против бољшевика и борила се против њих од новембра 1918. Французи су заузели Одесу, а Британци Мурманск. Британци и Американци су заузели Архангелск, а Јапанци су заузели Владивосток.
Троцки је наредио бољшевицима да прво поврате Украјину. Ово је остварено у краткој кампањи у зиму-пролеће 1919. Козаци су били неспособни да се организују и искористе своје успехе са краја 1917. То је за последицу имало да, када је совјетска противофанзива почела јануара 1919. под бољшевичким командантом Владимиром Антоновим, козачке снаге су се брзо распале. Црвена армија је освојила Кијев 3. фебруара 1919, а десет дана касније, са својом армијом у расулу, генерал Каљедин је извршио самоубиство. Ростов је освојен у марту 1919. Козачка Добровољачка армија се евакуисала у Кубањ, где се придружила Кубанским козацима да би покренули неуспешан напад на Јекатеринодар. Генерал Корнилов је убијен у борбама 13. априла. Команда над операцијом је прешла генералу Дењикину који је искористио неколико наредних месеци да поново организује своју козачку војску. У октобру је од срчаног удара преминуо генерал Алексејев, а генерал Дењикин је постао (барем теоријски) врховни вођа армија Белих у јужној Русији.
Са бољшевичким трупама за које се чинило да су победиле у Украјини, Французи су повукли своје војнике из Одесе 8. априла 1919. Француски војници се скоро нису ни борили – разумљива одлука због конфузије која је трајала годину и по дана. Ипак, када су се они повукли, десетине хиљада људи који су се бојали бољшевика и који су побегли у Одесу, су остављени на милост Црвеној армији.
Док се рат водио у Украјини, Троцки је послао другу армију против Колчакових снага. Ова армија, коју је предводио способан командант Михаил Тухачевски, је повратила Јекатеринбург 27. јануара 1919. и наставила да потискује Беле дуж Транссибирске железнице. Обе стране су имале победе и поразе, али је до средине лета Црвена армија била већа од Беле армије и освајала је земљу коју је изгубила раније. Британци и Американци су повукли своје снаге из Мурманска и Архангелска пре почетка зиме, мало постигавши у рату. Црвена армија је освојила Омск 14. новембра 1919. Адмирал Колчак је изгубио контролу над својом владом након свог пораза и Бела армија у Сибиру је у бити престала да постоји до децембра.
Иако је Велика Британија повукла своје војнике, наставила је да пружа значајну војну помоћ (новац, оружје, муницију и неке војне саветнике) Белој армији током 1919, посебно генералу Јуденичу. Без њихове помоћи Беле армије би вероватно изгубиле рат много раније због недостатка оружја.
У рано лето, Кавкаска армија (сада под командом генерала Врангела) је напала на север, покушавајући да ослаби притисак на Колчакову армију или чак да се споји са њом. Врангелове трупе су успеле да освоје Волгоград (Царицин) 17. јуна 1919. Троцки је на ову претњу одговорио слањем Тухачевског са новом војском против Врангелових војника. Врангелова војска, суочена са бројнијим непријатељем се повукла на југ, оставивши Волгоград бољшевицима.
Касније током лета, друга козачка група звана Донска армија под командом козачког атамана Петра Краснова је напала у Украјини. Црвена армија, развучена због борби на свим фронтовима, је била приморана да напусти Кијев 2. септембра 1919. Красновљева Донска армија је наставила на север у правцу Вороњежа, али је тамо поражена од армије под командом Тухачевског 24. октобра. Армија Михаила Тухачевског се потом обрушила на другу претњу, обновљену козачку Добровољачку армију и уништила ју је код Орела у новембру. Црвена армија је поново освојила Кијев 17. децембра, а поражени Козаци су побегли према Црном мору.
Док су Беле армије поражене на југу, у центру и на истоку, постојала је још једна претња за владу бољшевика. Ова претња је долазила од генерала Јуденича који је провео пролеће и лето организујући малу армију у Естонији, уз британску помоћ. У октобру 1919. је покушао да освоји Петроград изненадним нападом са војском од око 20.000 људи. Напад је добро извршен, са ноћним нападима и маневрима да се нападну бокови бранилачке Црвене армије. Јуденич је такође имао 6 британских тенкова који су изазивали панику где год би се појавили. До 19. октобра, Јуденичове трупе су дошле до предграђа Петрограда. Бољшевичко вођство у Москви је било спремно да преда Петроград, али је Троцки одбио да прихвати губитак и лично је отишао у град да организује одбрану. Троцки је урадио све што је могао да би одбранио град, укључујући наоружавање индустријских радника и наређење да се пребаци војска из Москве. За неколико недеља, Црвена армија која је бранила Петроград се троструко повећала и три пута је била бројнија од Јуденичове војске. У том тренутку је Јуденич прекинуо свој напад и повукао своју војску у Естонију. Након повратка у Естонију, његова армија је разоружана према наређењу естонске владе. Бољшевичке снаге које су пратиле Јуденича је одбила естонска војска. Након Тартуовског мира, већина Јуденичових војника је отишла у изгнанство.
Ове победе бољшевика над Красновљевом козачком војском код Вороњежа, Јуденичом код Петрограда и Колчаком код Омска – све у периоду од месец дана – су преокренуле рат. Сасвим случајно је бољшевичка влада победила све своје унутрашње непријатеље; преостало је само да се почисте остаци.

### 1920.
У Сибиру, војска адмирала Колчака је била разбијена. Он се сам одрекао команде након губитка Омска и означио је Семјенова за новог команданта Беле армије у Сибиру. Недуго након овога су га ухапсиле одметничке фракције док је путовао према Иркутску (историчар Ричард Пајпс мисли да је француска војна веза умешана у то). Колчак је предат Црвеној армији у фебруару 1920. и погубљен је две недеље касније (највероватније према Лењиновом наређењу). Борбе у Сибиру су се наставиле и следеће године пошто су наоружана банде – у основи разбојници – лутали земљом. Семјонов и његова разбијена група Козака су се на крају повукли у Кину.
Чешка легија није имала реалних интереса да се бори у Руском грађанском рату. Они су желели да се боре против Немачке, али је крајем Првог светског рата та жеља умрла. Неподстакнути од стране Колчака, они су провели већину 1919. премештајући своје војнике на исток и укрцавањем на бродове да би се вратили у Европу. У овим настојањима су им помагале америчке трупе под командом генерала Вилијама Грејвса, који је преузео контролу над источним крајем Транссибирске железнице. Чешка легија је успела да евакуише све своје снаге из Владивостока (као што је био њихов првобитан план 1918) Отишли су априла 1920, када су и амерички војници такође напустили Сибир.
Већина Белих армија је било евакуисано од стране британских бродова током зиме-пролећа 1920. Генерал Врангел се једини држао; његова војска је остала организована снага на Криму кроз лето 1920. Онда, покушавајући да искористи пораз Црвене армије у Пољско-совјетском рату 1920, генерал Врангел је напао на север. Ову офанзиву је брзо зауставила Црвена армија и његови војници су били принуђени да се повуку на Крим у новембру 1920. Њега су са Крима евакуисали Британци 14. новембра 1920. уз ужасавајуће сцене очаја и суровости. Десетине хиљада Руса је покушало да побегне од Црвене армије, али нису могли да могли да нађу места на британским бродовима. Хиљаде људи је погубљено када је Црвена армија преузела контролу над Кримом.
Јапанци, који су желели да присвоје Амурски регион источног Сибира, су коначно повукли своје снаге октобра 1922, пошто су бољшевичке снаге постепено преузимале контролу над целим Сибиром.

## Објашњење победе Црвених
Црвени су држали средишњи, индустријски део Русије, што им је дало контролу над железницама и производњом муниције. Такође су контролисали велики део становништва из које су могли да регрутују велике армије (што су и радили почевши од 1919). Црвени су били уједињени против заједничког непријатеља плашили су се повратка Цара и користили су страх од инвазије и нов пронађен патриотизам међу људима. Нису се ослањали ни на кога другог, што им је олакшало да координирају одбрану. Сељаци су се плашили повратка Цара и земљопоседника. Били си забринути да би могли изгубити своју земљу.
Средишњи део који су контролисали бољшевици је био најгушће насељен део Русије и када су се одлучујуће битке водиле крајем 1919, они су имали више од 3.000.000 људи под оружјем. До краја грађанског рата 1921 имали су 5.000.000 људи у својој војсци. Више од 75.000 царских официра је служило у Црвеној армији. У поређењу са тим, снага Белих армија никада није прелазила 250.000 хиљада. Централни део који су бољшевици контролисали такође је садржао многе индустријске регионе и скоро све оружје царске војске. Имали су предност унутрашњих и бољих линија комуникације, посебно железнице. Ово је омогућило војницима да брзо буду премештени на бојишта и да довољно залиха дође до њих. Ове унутрашње линије комуникације су допуштале Троцком да премешта Тухачевског и неке од његових најбољих трупа са истока – где су се борили против Колчакове армије – на југ – где су се борили против Врангелове армије код Волгограда; све у лето 1919.
Лав Троцки се показао као способан вођа и организатор, такође је био и одличан говорник. Именован је за комесара рата 1918. након потписивања Брест-Литовског мира. Од језгра Црвене гарде, коју је наоружала Привремена влада током Корниловљеве побуне, Троцки је изградио Црвену армију кроз регрутацију. Путујући у свом чувеном возу, он је дизао морал Црвене армије. Такође је поново увео строгу дисциплину (након кратког периода “једнакости” према совјетском наређењу број 1). Дезертери би били стрељани, а политички комесари, одани бољшевицим су постављени на положаје да би осигурали оданост. Троцки је био лично одговоран за окончање панике у Петрограду и одбијање Јуденичове армије. Ипак, Тровки није био обично одговоран за локално управљање војним операцијама, које су остале у рукама способних људи као што је Тухачевски.

## Слабости Белих
Победа бољшевика је била делимично због слабости Белих. Бели су се састојали од коалиције многих различитих група, са различитим идеологијама и циљевима. Многи сељаци нису подржавали Беле. Они су били забринути да ће победа Белих вратити руске племиће на власт и да би племићи узели њихову земљу. Док су неке фракције Белих подржавале радикалне промене и аграрну реформу, остале фракције су желели да врате нешто од старе владе и старе моћи аристократа.
Адмирал Колчак је био слаб избор за команданта Белих. Он је био способан морнарички официр који није знао ништа о копненом ратовању. Као политички вођа је био једнако неуспешан. Можда је његов највећи неуспех била његова неспособност да придобије војну помоћ Чешке легије, најјаче и најорганизованије војне снаге у Сибиру. Али исто је важно да није успео да стекне подршку од лидера савезничких сила (Британије, Француске или САД). Ниједна савезничка влада није признала Колчакову владу за легитимну.
Бели нису били способни да добију подршку од три силе које су имале интереса у рату: Финске, Пољске и балтичких држава. Док су бољшевици били спремни да признају независност тих нових земаља (бољшевици су веровали да ће све државе ускоро престати да постоје пошто би комунизам избрисао националне границе), Бели нису били спремни. Вођство Белих је мислило да ће било каква одлука о независности ових бивших руских земаља морати да чека док грађански рат не буде готов. Резултат тога је да генерал Јуденич није могао да добије војну помоћ од Естоније или Финске за свој напад на Петроград. А пољска влада је била отворено непријатељски расположена због операција генерала Дењикина у Украјини (Пољска ће ускоро зажалити због своје прећутне подршке бољшевицима када она сама буде нападнута за мање од годину дана).
Још горе, Бели су били уједињени само због своје мржње према бољшевицима; они су били потпуно неорганизована сила. Њихови напади нису били координирани и то је дозволило бољшевицима да их поразе једне по једне. Армије Белих су биле географски разбацане тако да је било тешко да се комуницира, a још теже да се координирају напади. Многи генерали су били љубоморни једни на друге и нису међусобно веровали. Није било договора ко ће преузети власт када бољшевици буду били поражени. Неки од генерала Белих (као што је Семјенов) су били тек мало бољи од обичних убица. Беле армије су починиле многе злочине као што су пљачке и погубљења. За сељаке који су живели у ратним зонама није било јасно која је страна била гора.

## Последице
Након краја грађанског рата, совјетска Русија је била опустошена и скоро уништена. Суше 1920. и 1921. и глад 1921. су погоршале катастрофу. Рат је узео приближно 15 милиона живота, укључујући најмање милион војника Црвене армије који су умрли у борби. 50.000 руских комуниста су побили контра-револуционарни Бели. Милионе су још убили глад, заразе, велики масакри обе стране и прогони Јевреја у Украјини и јужној Русији. Економски губитак за совјетску Русију је био 50 милијарди рубљи или 1,8 милијарди америчких долара. Индустријска производња је опала на 4-20% нивоа из 1913.
Још милион људи је напустило Русију, многи са генералом Врангелом, неки преко Далеког истока, остали су побегли на запад у новоосноване балтичке државе да би побегли од страхота рата, глади или владавине једне од зараћених страна. Ти исељеници укључују велик број школованих људи.
Ратни комунизам је спасио совјетску владу током грађанског рата, али је много руске економије прекинуто. Приватна индустрија и трговина су биле забрањене, а новоуспостављена (и једва стабилна) држава није била способна да покрене економију на довољан ниво. Процењено је да је укупна производња у рудницима и фабрикама 1921. била на 20% предратног нивоа, а многи важни елементи су преживели још драстичнији пад. На пример, производња памука је пала на 5%, а гвожђа на 2% предратног нивоа.
Сељаци су на одузимање добара одговарали одбијањем да обрађују земљу. До 1921. обрађена земља је пала на 62% предратних површина, а принос је био само 37% од уобичајеног. Број коња је опао са 35 милиона у 1916. на 24 милиона 1920, а стоке са 58 на 37 милиона. Однос америчког долара и рубље је пао са две рубље за један долар 1914 на 1.200 рубљи за један долар 1920.
Иако се Русија опоравила и чак прошла кроз екстремно брз економски напредак у тридесетим, заједнички ефекти Првог светског и грађанског рата су оставили трајан ожиљак на руско друштво и имали су сталан утицај на каснију историју Совјетског Савеза.